# Ulica Litewska w Warszawie
Ulica Litewska – ulica w śródmieściu Warszawy, biegnąca od alei J.Ch. Szucha do ul. Marszałkowskiej.

## Historia
Ulica została wytyczona w 1877 w związku z parcelacją znajdujących się w tym miejscu ogrodów. Nadana kilka lat później nazwa ulicy pochodzi od stacjonującego w pobliżu rosyjskiego Litewskiego Pułku Lejbgwardii.
Po 1880 przy ulicy pod nr 3 wzniesiono krytą ujeżdżalnią zwaną tattersallem lub Tattersalem. W 1899 pod nr 6 powstał pałacyk księcia Wasyla Dołgorukowa zaprojektowany przez Ludwika Panczakiewicza. W latach 1902–1903 pod nr 16 zbudowano dom Instytutu Higieny Dziecięcej im. barona Leona de Lenvala zaprojektowany przez Karola Jankowskiego i Franciszka Lilpopa. Budynek został przebudowany w latach 1931–1932 według projektu Romualda Millera.
W czasie okupacji niemieckiej ulica znalazła się w obrębie dzielnicy policyjnej. Po usunięciu Polaków, jej mieszkańcami byli głównie funkcjonariusze niemieckiego aparatu policyjnego.
W 1943 Klinikę Dziecięcą mieszczącą się w domu Instytutu Higieny Dziecięcej przeniesiono do opuszczonych budynków Szpitala Dziecięcego Bersohnów i Baumanów. W jej miejscu powstał szpital dla dzieci niemieckich. Jesienią 1943 do budynku dawnego Zakładu Sierot po Robotnikach (nr 14) przeniesiono z ul. Gęsiej 24 wychowawczy obóz pracy policji bezpieczeństwa.
7 września 1943 na Litewskiej (przy Marszałkowskiej) członkowie harcerskiego oddziału „Agat” przeprowadzili udaną akcję likwidacyjną zastępcy komendanta Pawiaka Franza Bürkla, a 5 października 1943 u zbiegu z aleją Szucha zastrzelono kierownika referatu IV A3 warszawskiego Gestapo Jacoba Lechnera.
Zabudowa ulicy w większości przetrwała II wojnę światową. Po 1945 przebudowano i połączono budynki nr 16 i 14; stały się one częścią szpitala dziecięcego przy ul. Marszałkowskiej 24. Przy wejściu do budynku nr 16 zachował się napis z 1945 o jego rozminowaniu pozostawiony przez sapera Borowicza. W przebudowanej hali dawnej ujeżdżalni w 1948 rozpoczął działalność Teatr Syrena. W pałacyku Dołgorukowa umieszczono biura Ambasady Czechosłowacji, a po powstaniu w 1993 Czech i Słowacji ulokowała się w nim Ambasada Słowacji.
Około 1950 do dawnego gmachu Najwyższej Izby Kontroli, będącego od 1945 siedzibą Ministerstwa Spraw Zagranicznych, dobudowano od strony Litewskiej skrzydło boczne w stylu neoracjonalizmu (nr 2/4). W 2003 na rogu ulicy Litewskiej i alei Szucha zakończyła się budowa biurowca Articon Center (al. Szucha 21), zakupionego w 2005 przez Ministerstwo.

## Ważniejsze obiekty
- Teatr Syrena (nr 3)
- Ambasada Słowacji (nr 6)
- Siedziba Związku Harcerstwa Rzeczypospolitej (nr 11/13)